# Montégut-Plantaurel
Pour les articles homonymes, voir Montégut.
Montégut-Plantaurel est une commune française située dans le nord du département de l'Ariège, en région Occitanie
Ses habitants sont appelés les Montagutains.
Montégut-Plantaurel est une commune rurale qui compte 319 habitants en 2022, après avoir connu un pic de population de 873 habitants en 1831. Elle fait partie de l'aire d'attraction de Pamiers. Ses habitants sont appelés les Montagutains ou Montagutaines. Sur le plan historique et culturel, la commune fait partie du pays de Foix, composé de la partie centrale du Plantaurel, du massif de l'Arize et d'un tronçon de la vallée de l'Ariège avec ses quelques affluents.
Exposée à un climat océanique altéré, elle est drainée par la Lèze, le ruisseau de l'Estrique de Madière, le ruisseau de Monesple, le ruisseau de Roziès et par divers autres petits cours d'eau. Incluse dans le parc naturel régional des Pyrénées ariégeoises, la commune possède un patrimoine naturel remarquable composé de deux zones naturelles d'intérêt écologique, faunistique et floristique.

## Géographie

### Localisation
La commune de Montégut-Plantaurel se trouve dans le département de l'Ariège, en région Occitanie.
Elle se situe à 15 km à vol d'oiseau de Foix, préfecture du département, et à 12 km de Varilhes, bureau centralisateur du canton du Val d'Ariège dont dépend la commune depuis 2015 pour les élections départementales.
La commune fait en outre partie du bassin de vie de Pamiers.
Les communes les plus proches sont : 
Aigues-Juntes (1,9 km), Cazaux (2,7 km), Monesple (3,9 km), Madière (4,7 km), Pailhès (5,1 km), Suzan (5,2 km), Loubens (5,6 km), Gabre (5,6 km).
Sur le plan historique et culturel, Montégut-Plantaurel fait partie du pays de Foix, composé de la partie centrale du Plantaurel, du massif de l'Arize et d'un tronçon de la vallée de l'Ariège avec ses quelques affluents, mais qui n'est plus que l'ombre du prestigieux comté qui s'étendit jusqu'à l'Espagne et même au-delà.
Les communes limitrophes sont  Aigues-Juntes, Cazaux, Gabre, Madière, Monesple, Pailhès et Saint-Victor-Rouzaud.
| Monesple | Madière             |                      |
| Pailhès  | Montégut-Plantaurel | Saint-Victor-Rouzaud |
| Gabre    | Aigues-Juntes       | Cazaux               |

Commune du piémont pyrénéen située dans le massif du Plantaurel. Elle fait partie du parc naturel régional des Pyrénées ariégeoises.

### Géologie et relief
La commune est située dans le Bassin aquitain, le deuxième plus grand bassin sédimentaire de la France après le Bassin parisien. Les terrains affleurants sur le territoire communal sont constitués de roches sédimentaires datant du Cénozoïque, l'ère géologique la plus récente sur l'échelle des temps géologiques, débutant il y a 66 millions d'années. La structure détaillée des couches affleurantes est décrite dans la feuille « n°1057 - Pamiers » de la carte géologique harmonisée au 1/50 000ème du département de l'Ariège, et sa notice associée.
La superficie cadastrale de la commune publiée par l’Insee, qui sert de références dans toutes les statistiques, est de 18,95 km2,. La superficie géographique, issue de la BD Topo, composante du Référentiel à grande échelle produit par l'IGN, est quant à elle de 19,26 km2. Son relief est relativement accidenté puisque la dénivelée maximale atteint 323 mètres. L'altitude du territoire varie entre 307 m et 630 m.

### Hydrographie

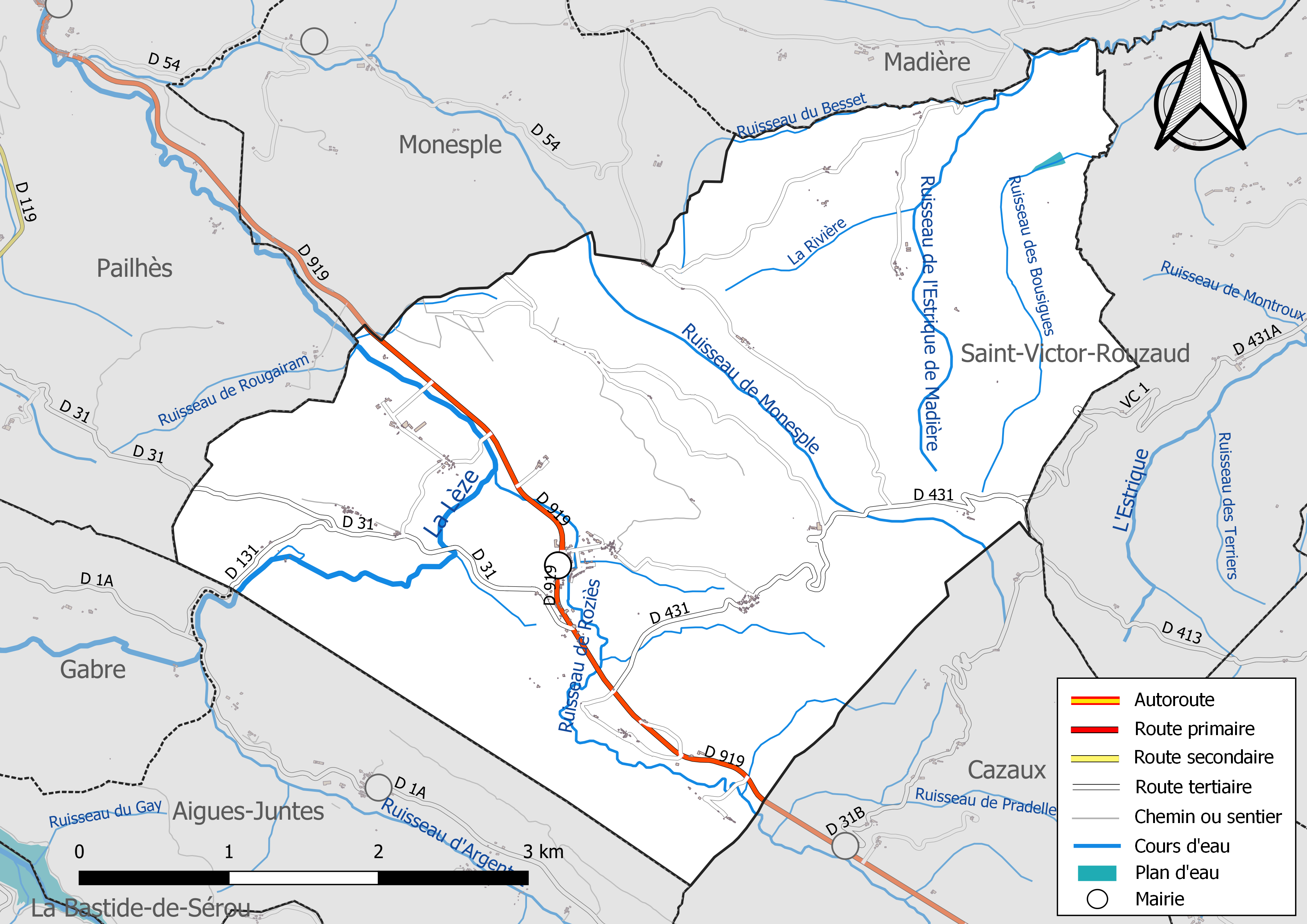
Réseaux hydrographique et routier de Montégut-Plantaurel.

La commune est dans le bassin versant de la Garonne, au sein du bassin hydrographique Adour-Garonne. Elle est drainée par la Lèze, le ruisseau de l'Estrique de Madière, le ruisseau de Monesple, le ruisseau de Roziès, un bras de la Lèze, la Rivière, le ruisseau de Marrouch, le ruisseau de Rougairam, le ruisseau des Bousigues, le ruisseau du Besset et par divers petits cours d'eau, constituant un réseau hydrographique de 29 km de longueur totale,.
La Lèze, d'une longueur totale de 70,2 km, prend sa source dans la commune de La Bastide-de-Sérou et s'écoule du sud vers le nord. Elle traverse la commune et se jette dans l'Ariège à Labarthe-sur-Lèze, après avoir traversé 20 communes.

### Climat
Pour des articles plus généraux, voir Climat de l'Occitanie et Climat de l'Ariège.
En 2010, le climat de la commune est de type climat océanique altéré, selon une étude s'appuyant sur une série de données couvrant la période 1971-2000. En 2020, Météo-France publie une typologie des climats de la France métropolitaine dans laquelle la commune est exposée à un climat de montagne et est dans la région climatique Pyrénées centrales, caractérisée par une pluviométrie annuelle de 1 000 à 1 200 mm.
Pour la période 1971-2000, la température annuelle moyenne est de 12,5 °C, avec une amplitude thermique annuelle de 15,4 °C. Le cumul annuel moyen de précipitations est de 857 mm, avec 9,8 jours de précipitations en janvier et 6,1 jours en juillet. Pour la période 1991-2020, la température moyenne annuelle observée sur la station météorologique la plus proche, située sur la commune de La Bastide-de-Sérou à 8 km à vol d'oiseau, est de 11,9 °C et le cumul annuel moyen de précipitations est de 1 091,0 mm,. Pour l'avenir, les paramètres climatiques de la commune estimés pour 2050 selon différents scénarios d'émission de gaz à effet de serre sont consultables sur un site dédié publié par Météo-France en novembre 2022.

### Milieux naturels et biodiversité

#### Espaces protégés
La protection réglementaire est le mode d’intervention le plus fort pour préserver des espaces naturels remarquables et leur biodiversité associée,.
La commune fait partie du parc naturel régional des Pyrénées ariégeoises, créé en 2009 et d'une superficie de 245 973 ha, qui s'étend sur 138 communes du département. Ce territoire unit les plus hauts sommets aux frontières de l’Andorre et de l’Espagne (la Pique d'Estats, le mont Valier, etc) et les plus hautes vallées des avants-monts, jusqu’aux plissements du Plantaurel.

#### Zones naturelles d'intérêt écologique, faunistique et floristique
L’inventaire des zones naturelles d'intérêt écologique, faunistique et floristique (ZNIEFF) a pour objectif de réaliser une couverture des zones les plus intéressantes sur le plan écologique, essentiellement dans la perspective d’améliorer la connaissance du patrimoine naturel national et de fournir aux différents décideurs un outil d’aide à la prise en compte de l’environnement dans l’aménagement du territoire.
Une ZNIEFF de type 1 est recensée sur la commune :
« le Plantaurel : du Mas d'Azil à l'Ariège » (15 850 ha), couvrant 26 communes du département et une ZNIEFF de type 2, : 
« le Plantaurel » (42 116 ha), couvrant 72 communes dont 68 dans l'Ariège, 2 dans l'Aude et 2 dans la Haute-Garonne.

Carte des ZNIEFF de type 1 et 2 à Montégut-Plantaurel.
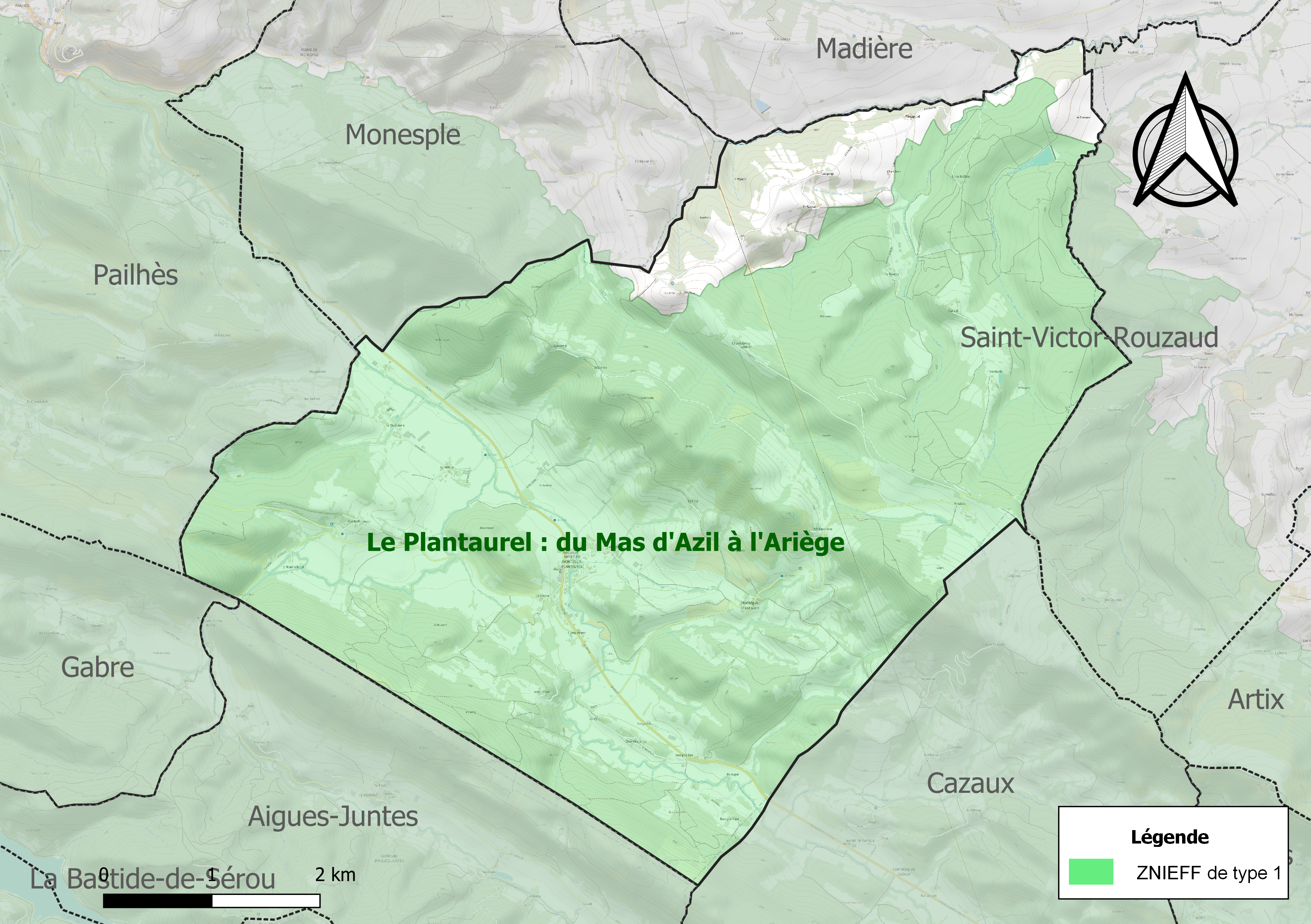
Carte de la ZNIEFF de type 1 sur la commune.
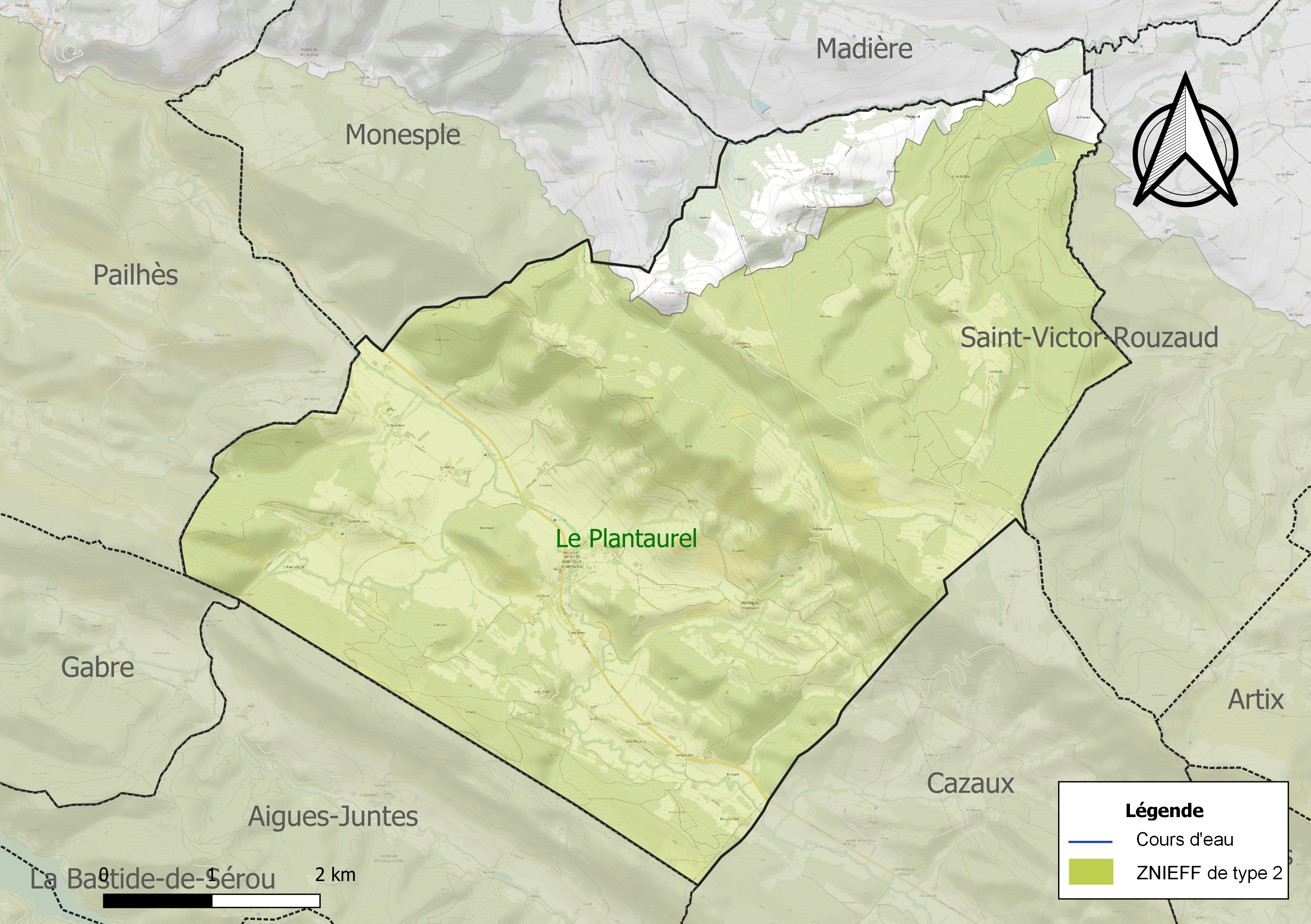
Carte de la ZNIEFF de type 2 sur la commune.

## Urbanisme

### Typologie
Au 1er janvier 2024, Montégut-Plantaurel est catégorisée commune rurale à habitat très dispersé, selon la nouvelle grille communale de densité à 7 niveaux définie par l'Insee en 2022.
Elle est située hors unité urbaine. Par ailleurs la commune fait partie de l'aire d'attraction de Pamiers, dont elle est une commune de la couronne,. Cette aire, qui regroupe 52 communes, est catégorisée dans les aires de moins de 50 000 habitants,.

### Occupation des sols
L'occupation des sols de la commune, telle qu'elle ressort de la base de données européenne d’occupation biophysique des sols Corine Land Cover (CLC), est marquée par l'importance des forêts et milieux semi-naturels (52,2 % en 2018), une proportion sensiblement équivalente à celle de 1990 (51,8 %). La répartition détaillée en 2018 est la suivante : 
forêts (52 %), zones agricoles hétérogènes (28,1 %), prairies (18,9 %), terres arables (0,8 %), milieux à végétation arbustive et/ou herbacée (0,1 %). L'évolution de l’occupation des sols de la commune et de ses infrastructures peut être observée sur les différentes représentations cartographiques du territoire : la carte de Cassini (XVIIIe siècle), la carte d'état-major (1820-1866) et les cartes ou photos aériennes de l'IGN pour la période actuelle (1950 à aujourd'hui).

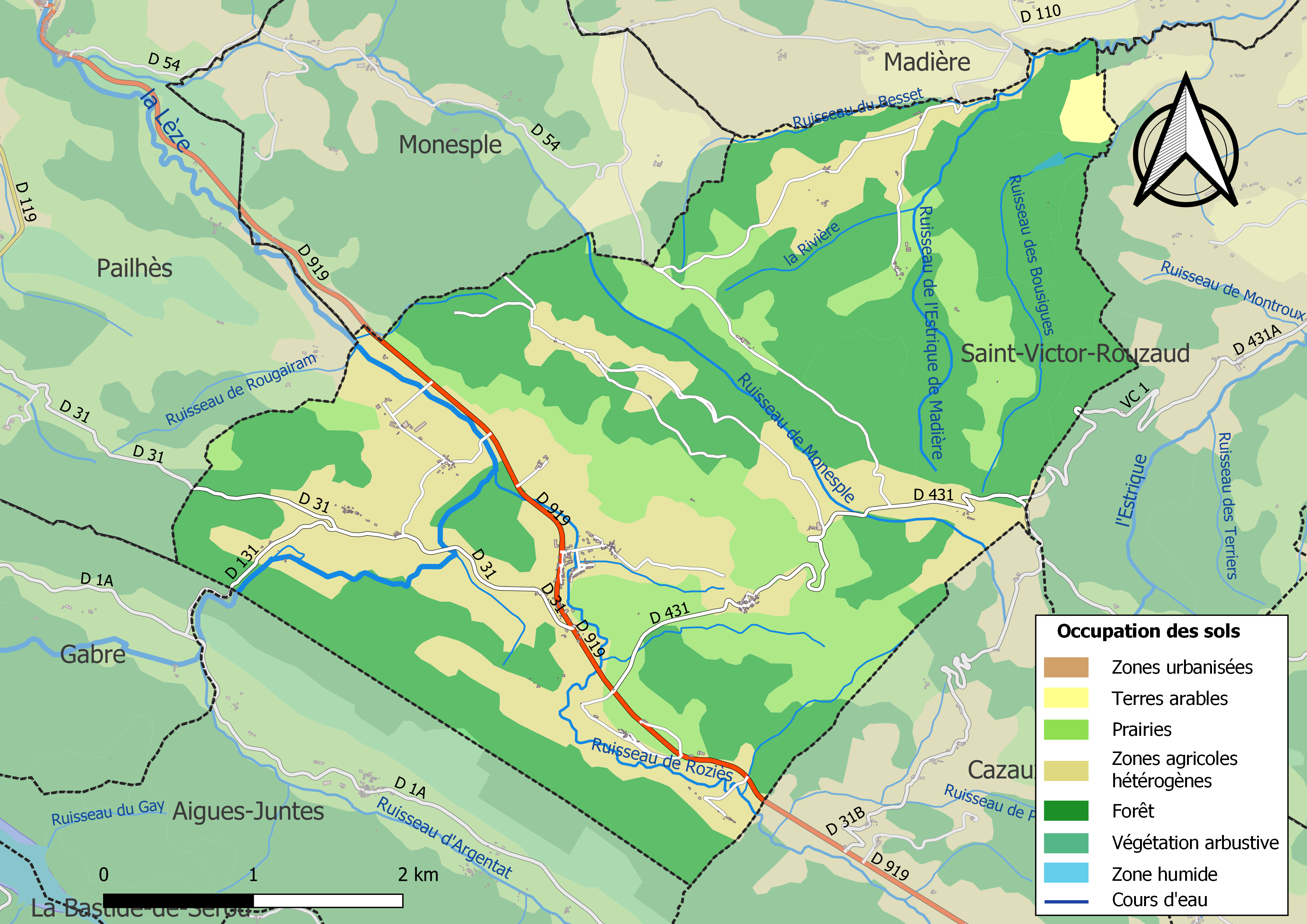
Carte des infrastructures et de l'occupation des sols de la commune en 2018 (CLC).

### Habitat et logement
En 2018, le nombre total de logements dans la commune était de 197, alors qu'il était de 171 en 2013 et de 150 en 2008.
Parmi ces logements, 83,7 % étaient des résidences principales, 5,7 % des résidences secondaires et 10,6 % des logements vacants. Ces logements étaient pour 67,3 % d'entre eux des maisons individuelles et pour 14 % des appartements.
Le tableau ci-dessous présente la typologie des logements à Montégut-Plantaurel en 2018 en comparaison avec celle de l'Ariège et de la France entière. Une caractéristique marquante du parc de logements est ainsi une proportion de résidences secondaires et logements occasionnels (5,7 %) inférieure à celle du département (24,6 %) mais supérieure à celle de la France entière (9,7 %). Concernant le statut d'occupation de ces logements, 50 % des habitants de la commune sont propriétaires de leur logement (60,8 % en 2013), contre 66,3 % pour l'Ariège et 57,5 % pour la France entière.
| Typologie                                               | Montégut-Plantaurel | Ariège | France entière |
| ------------------------------------------------------- | ------------------- | ------ | -------------- |
| Résidences principales (en %)                           | 83,7                | 65,7   | 82,1           |
| Résidences secondaires et logements occasionnels (en %) | 5,7                 | 24,6   | 9,7            |
| Logements vacants (en %)                                | 10,6                | 9,7    | 8,2            |

### Risques majeurs

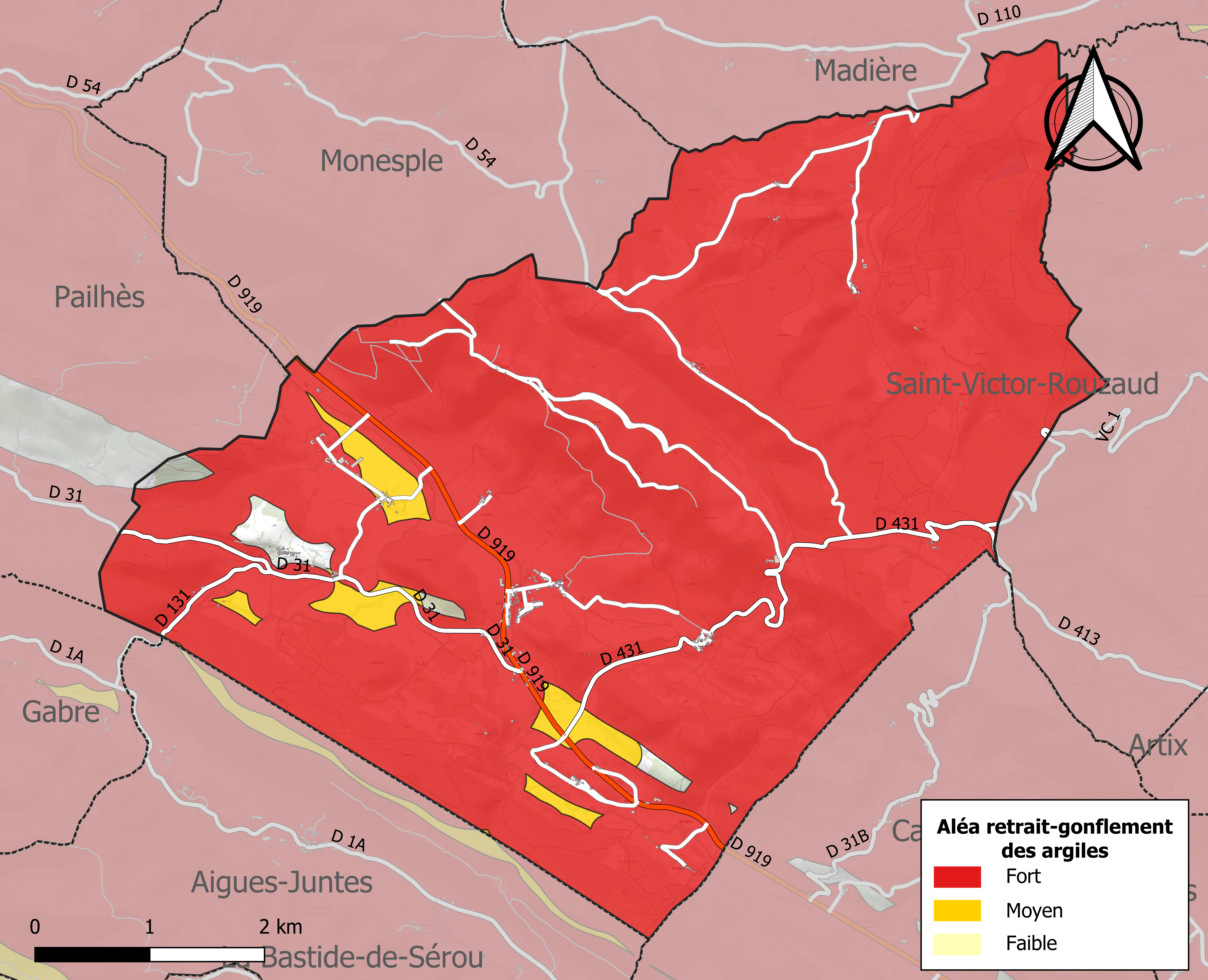
Zonage de l'aléa retrait-gonflement des argiles sur la commune de Montégut-Plantaurel.

Le territoire de la commune de Montégut-Plantaurel est vulnérable à différents aléas naturels : inondations, climatiques (grand froid ou canicule), feux de forêts, mouvements de terrains et séisme (sismicité faible),.
Certaines parties du territoire communal sont susceptibles d’être affectées par le risque d’inondation par débordement, crue torrentielle d'un cours d'eau, ou ruissellement d'un versant.
Les mouvements de terrains susceptibles de se produire sur la commune sont soit des chutes de blocs, soit des glissements de terrains, soit des effondrements liés à des cavités souterraines, soit des mouvements liés au retrait-gonflement des argiles. Près de 50 % de la superficie du département est concernée par l'aléa retrait-gonflement des argiles, dont la commune de Montégut-Plantaurel. L'inventaire national des cavités souterraines permet par ailleurs de localiser celles situées sur la commune.

## Histoire
Les Barbazan, une branche des Rochechouart-Faudoas, reçut la seigneurie de L'Isle (la Hille) et Montégut par le mariage, après 1600, de Jean-Louis avec Marguerite de Roquefort d'Arignac (voir à cet article).
Pendant la Seconde Guerre mondiale, de février 1941 à juin 1944, le château de la Hille a hébergé une centaine d'enfants juifs et quelques espagnols, réfugiés pour échapper aux rafles. Leur survie ne fut possible que grâce à l'action de la Croix Rouge Suisse Secours aux Enfants. Cette histoire a été préservée au musée des Enfants du château de la Hille, créé par la commune de Montégut-Plantaurel et inauguré le 23 juin 2007.

## Politique et administration

### Découpage territorial
La commune de Montégut-Plantaurel est membre de la communauté d'agglomération Pays Foix-Varilhes, un établissement public de coopération intercommunale (EPCI) à fiscalité propre créé le 16 novembre 2016 dont le siège est à Foix. Ce dernier est par ailleurs membre d'autres groupements intercommunaux.
Sur le plan administratif, elle est rattachée à l'arrondissement de Foix, au département de l'Ariège, en tant que circonscription administrative de l'État, et à la région Occitanie.
Sur le plan électoral, elle dépend du canton du Val d'Ariège pour l'élection des conseillers départementaux, depuis le redécoupage cantonal de 2014 entré en vigueur en 2015, et de la première circonscription de l'Ariège  pour les élections législatives, depuis le redécoupage électoral de 1986.

### Liste des maires
| Période                                  | Période      | Identité        | Étiquette | Qualité |
| ---------------------------------------- | ------------ | --------------- | --------- | ------- |
| mars 1989                                | juillet 2020 | Michel Carrière | PS        | Employé |
| juillet 2020                             | En cours     | Sylvie Estrade  |           |         |
| Les données manquantes sont à compléter. |              |                 |           |         |

## Démographie
| 1793 | 1800 | 1806 | 1821 | 1831 | 1836 | 1841 | 1846 | 1851 |
| ---- | ---- | ---- | ---- | ---- | ---- | ---- | ---- | ---- |
| 680  | 619  | 668  | 731  | 873  | 864  | 855  | 840  | 857  |

| 1856 | 1861 | 1866 | 1872 | 1876 | 1881 | 1886 | 1891 | 1896 |
| ---- | ---- | ---- | ---- | ---- | ---- | ---- | ---- | ---- |
| 844  | 798  | 805  | 841  | 776  | 736  | 705  | 624  | 602  |

| 1901 | 1906 | 1911 | 1921 | 1926 | 1931 | 1936 | 1946 | 1954 |
| ---- | ---- | ---- | ---- | ---- | ---- | ---- | ---- | ---- |
| 542  | 493  | 484  | 391  | 397  | 371  | 330  | 285  | 271  |

| 1962 | 1968 | 1975 | 1982 | 1990 | 1999 | 2005 | 2006 | 2010 |
| ---- | ---- | ---- | ---- | ---- | ---- | ---- | ---- | ---- |
| 231  | 210  | 171  | 179  | 253  | 267  | 305  | 311  | 327  |

| 2015 | 2020 | 2022 | - | - | - | - | - | - |
| ---- | ---- | ---- | - | - | - | - | - | - |
| 342  | 335  | 319  | - | - | - | - | - | - |

## Économie

### Revenus
En 2018, la commune compte 143 ménages fiscaux, regroupant 288 personnes. La médiane du revenu disponible par unité de consommation est de 18 260 € (19 820 € dans le département).

### Emploi
| Division       | 2008  | 2013   | 2018   |
| -------------- | ----- | ------ | ------ |
| Commune        | 6,9 % | 11,3 % | 8,2 %  |
| Département    | 8,9 % | 11,1 % | 11,2 % |
| France entière | 8,3 % | 10 %   | 10 %   |

En 2018, la population âgée de 15 à 64 ans s'élève à 217 personnes, parmi lesquelles on compte 77,2 % d'actifs (69 % ayant un emploi et 8,2 % de chômeurs) et 22,8 % d'inactifs,. Depuis 2008, le taux de chômage communal (au sens du recensement) des 15-64 ans est inférieur à celui de la France et du département.
La commune fait partie de la couronne de l'aire d'attraction de Pamiers, du fait qu'au moins 15 % des actifs travaillent dans le pôle,. Elle compte 149 emplois en 2018, contre 154 en 2013 et 124 en 2008. Le nombre d'actifs ayant un emploi résidant dans la commune est de 151, soit un indicateur de concentration d'emploi de 98,9 % et un taux d'activité parmi les 15 ans ou plus de 59,3 %.
Sur ces 151 actifs de 15 ans ou plus ayant un emploi, 74 travaillent dans la commune, soit 49 % des habitants. Pour se rendre au travail, 60,9 % des habitants utilisent un véhicule personnel ou de fonction à quatre roues, 1,2 % les transports en commun, 30,4 % s'y rendent en deux-roues, à vélo ou à pied et 7,5 % n'ont pas besoin de transport (travail au domicile).

### Activités hors agriculture
26 établissements sont implantés  à Montégut-Plantaurel au 31 décembre 2019. Le tableau ci-dessous en détaille le nombre par secteur d'activité et compare les ratios avec ceux du département,.
Le secteur des activités spécialisées, scientifiques et techniques et des activités de services administratifs et de soutien est prépondérant sur la commune puisqu'il représente 19,2 % du nombre total d'établissements de la commune (5 sur les 26 entreprises implantées  à Montégut-Plantaurel), contre 13,2 % au niveau départemental.
Dans la commune, l'Association pour Adultes et Jeunes Handicapés produit dans le cadre d'un ESAT du vin IGP Ariège. Cette institution est même à l'origine de la relance de la vigne en Ariège dès la fin des années 1990. C'est sur la commune que le premier vignoble a été planté, donnant au fil des ans d'excellents résultats. L'initiative a encouragé ensuite quelques nouveaux viticulteurs dans la production en Ariège. L'IGP Ariège a été attribuée en 2013.

### Agriculture
La commune fait partie de la petite région agricole dénommée « Coteaux de l'Ariège ». En 2010, l'orientation technico-économique de l'agriculture  sur la commune est l'élevage d'ovins et de caprins.
|                                   | 1988 | 2000 | 2010 |
| --------------------------------- | ---- | ---- | ---- |
| Exploitations                     | 20   | 13   | 12   |
| Superficie agricole utilisée (ha) | 677  | 656  | 555  |

Le nombre d'exploitations agricoles en activité et ayant leur siège dans la commune est passé de 20 lors du recensement agricole de 1988 à 13 en 2000 puis à 12 en 2010, soit une baisse de 40 % en 22 ans. Le même mouvement est observé à l'échelle du département qui a perdu pendant cette période 48 % de ses exploitations. La surface agricole utilisée sur la commune a également diminué, passant de 677 ha en 1988 à 555 ha en 2010. Parallèlement la surface agricole utilisée moyenne par exploitation a augmenté, passant de 34 à 46 ha.
La fromagerie de la Sestière, production artisanale de tomme des Pyrénées au lait cru et biologique,.

## Culture locale et patrimoine

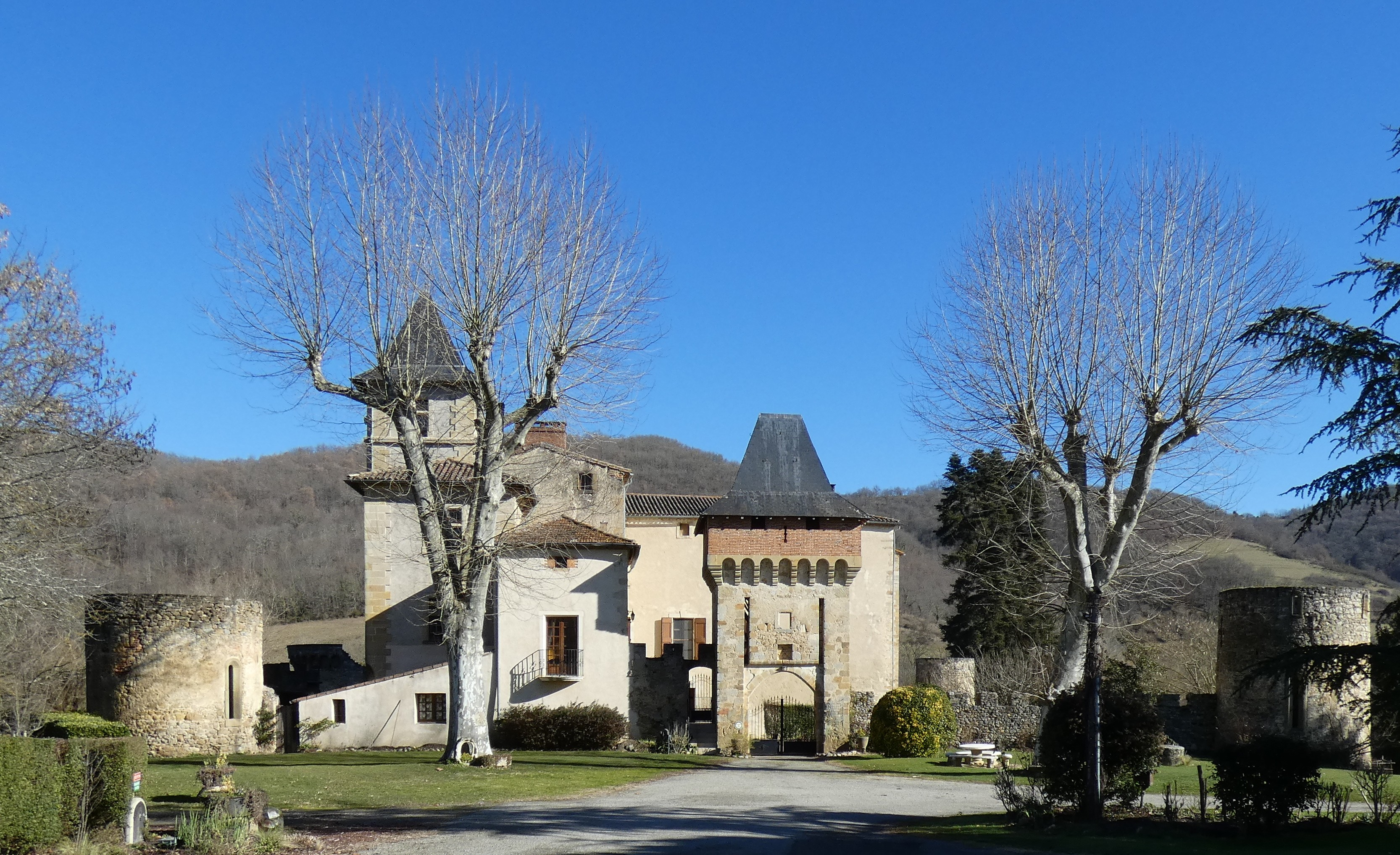
Le château de la Hille (réception touristique)

### Lieux et monuments
- Église Notre-Dame-de-l'Assomption de Sabarthès. L'église a été reconstruite de 1877 à 1880, l'ancien chœur de l'église dédiée à saint Sernin étant devenu l'entrée, actuellement dédiée à l'Assomption. La flèche ayant été détruite par le vent en 1915, elle fut reconstruite vers 1930.
- Château de La Hille. Durant la Seconde Guerre mondiale, le Château de la Hille fut utilisé par la Croix-Rouge suisse pour accueillir de nombreux enfants réfugiés, en majorité juifs « apatrides »[50]. Une plaque commémorative est installée depuis septembre 2000 à l'entrée de la propriété.
- D'autre part, le musée des enfants du Château de la Hille, inauguré en 2007, situé non au château destiné à l'accueil touristique, mais à la médiathèque dans le village, retrace cette période[51].
- Depuis 1989, l'Archétype Agora une sculpture interactive érigée[Où ?] pour Amnesty International par le sculpteur Christian Louis peut être visitée. Cette réalisation veut sensibiliser, faire connaître, étendre son action sur les droits de l'Homme dans le monde. Elle est notamment constituée de 64 plaques, portant chacune le nom d'un prisonnier politique, qui est retirée et remplacée lorsque celui-ci est libéré ou mort.
- Ruines du château de Montégut.

## Personnalités liées à la commune
- Saturnin Marc de Boyer, seigneur de Montégut, né le 6 octobre 1753 à Foix, décédé le 21 avril 1840 à Foix. Député sous le 1er empire et la 1re restauration. Major des villes et château de Foix, vice-président du tribunal civil de Foix.